# Mikorowo
Mikorowo est une localité polonaise de la gmina rurale de Czarna Dąbrówka située dans le powiat de Bytów en voïvodie de Poméranie. Elle se trouve à environ 25 km au nord de Bytów et 70 km à l'ouest de la capitale régionale Gdańsk.

## Géographie

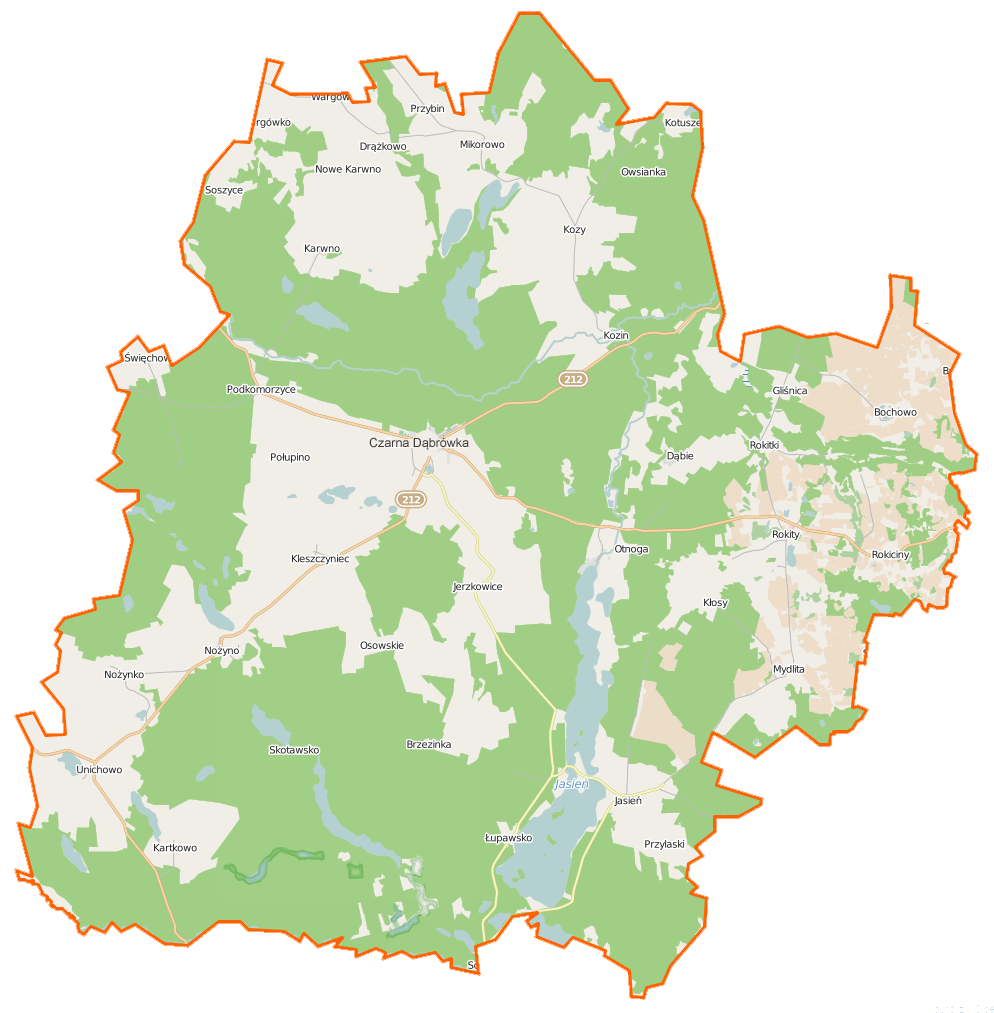
Carte de la gmina de Czarna Dąbrówka.

## Histoire
De 1648 à 1945, Mickrow fait partie de l'arrondissement de Stolp dans le district de Köslin au sein de la province de Poméranie.